# 小野忠明
小野忠明（1569年—1628年12月2日），是日本戰國時代至江戶時代前期的劍術家，為伊東一刀齋弟子，屬一刀流，曾擔任德川將軍家的的劍術指導老師。原名神子上 典膳（みこがみ てんぜん、羅馬拼音:Mikogami Tenzen，同音之故，又有御子神 典膳的說法），後來繼承母親的姓氏改為小野。其子為小野忠常及小野忠於。

## 生平
曾祖父神子上大藏是里見十人衆頭領有六百石俸祿；祖父神子上庄藏則領有百石薪俸，在天文3年的犬掛之戰與木曾新吾決鬥時戰死（『房總里見軍記』、『里見九代記』所記載）；父親是神子上 重（神子上土佐），母親為小野氏。
永祿12年（1569年）小野忠明出生於安房國（今千葉縣的南房總市），幼名次郎右衛門。最初仕奉里見義康，曾參加天正17年11月里見家的萬喜城攻城戰，『里見代代記』中有他和正木時堯（正木大膳）單挑的記錄。但之後他離開里見氏向伊東一刀齋學習劍術，因擊敗同門師兄弟善鬼（姓不詳。傳說亦姓小野）而被一刀齋選為繼承人。
文祿2年（1593年）經由伊東一刀齋的推薦，他得到德川家康200石的薪俸，為德川秀忠家臣，負責指導其劍術（秀忠就任將軍後，一刀流與柳生新陰流同時成為將軍家的指定教學劍術），同時他將姓氏從「神子上」改為「小野」。
忠明將自己的劍術流派稱為小野派一刀流，之後的小野派一刀流皆稱開山祖師為伊東一刀齋（一刀齋本人並未自稱一刀流）。
1600年關原之戰前夕他隨同秀忠參與了第二次上田城之戰、有上田七本槍之稱、但在此時因違反軍令，被交予真田信之處置、以帶罪之身隱居於上野國吾妻。之後在結城秀康的周旋下得以免罪、封與下總國埴生郡和上總國的領地增至600石，並因為教學受到青睞而獲秀忠賜「忠」字改名為「忠明」（『寬政重修諸家譜』)
1614年大坂之戰時曾有立功，但忠明的個性向來桀傲不遜，和同僚之間的爭吵從沒間斷過，據說在大坂之戰後他被秀忠罰以閉門思過的處份。
1628年12月2日（寬永5年陰曆11月7日），去世，享年六十歲。葬在下總國的埴生郡寺臺村、永興寺，目前墳墓位置位於千葉縣成田市成田高校附近之山中。